# 卢俌
卢俌（?—?），唐朝官员，出自范阳卢氏第三房，卢昶的六世孙，卢元德的五世孙，昌樂令、徐州別駕卢士澈的玄孙，汝州刺史卢弘懌的儿子，汝州長史卢僎的兄长。
唐中宗即位，默啜攻打灵州鸣沙县。灵武军大总管沙吒忠义战败，死者六千余人。时任右补阙的卢俌上疏以为应募兵徙边，免行役，明教令，择边州刺史，积粟、谨烽燧以备守。景云年间，卢俌转任太子舍人。当时有人认为设置都督府不妥，唐睿宗诏群臣议论，卢俌与太子右庶子李景伯上议：“现在天下诸州分隶都督，专生杀刑赏。如果所授非其人，则权重祸患产生，不是强干弱枝、治理天下的策略。请求罢都督，留御史，以时按察，官卑任重，以制奸邪。”于是停设都督。卢俌官至秘书少监，马怀素表奏秘书少监卢俌、崔沔为修图书副使，秘书郎田可封、康子元为判官，编修《群书四录》。